# Vicente Pascual Sebastiá
Vicente Pascual Sebastiá detto Pahuet (Castelló de la Plana, 15 maggio 1926 – 29 maggio 2018) è stato un calciatore spagnolo di ruolo attaccante.

## Palmarès

### Club

#### Competizioni nazionali
- Segunda División spagnola: 2

Osasuna: 1952-1953 (Gruppo I)
Elche:1958-1959 (Gruppo II)